# Niels Peter Jensen
Pour les articles homonymes, voir Jensen.
Niels Peter Jensen, né le 23 juillet 1802 à Copenhague et mort le  19 octobre 1846 dans la même ville, est un compositeur, flûtiste et organiste classique danois. 

## Biographie
Aveugle dès son enfance, Niels Peter Jensen entre en 1811 dans une nouvelle institution privée pour aveugles. Il est remarqué pour ses facultés musicales, notamment par les flûtistes Philip Seydler et Peter Christian Bruun avec qui il étudie la flûte. Il est un élève en théorie du compositeur, également flûtiste, Friedrich Kuhlau et en orgue de August Wilhelm Hartmann (père de Johann Peter Emilius Hartmann). 
Grâce aux recommandations de Kuhlau, Weyse (organiste et compositeur) et Claus Schall (en), dès 1828, il est nommé organiste à l'église Saint-Pierre (Petrikirche) de Copenhague. Virtuose de flûte il est très recherché en tant que professeur. Il compose déjà à quinze ans et laisse de la musique de scène et de nombreuses pièces pour flûte et pour piano, dont deux sonates. 
Parmi ses étudiants figure Johann Peter Emilius Hartmann.

## Œuvres remarquables

### Flûte
- Sonate pour flûte, op.6 (1822)
- 3 Duos pour 2 flûtes, op.9
- 6 Rondeaux faciles, op.13
- 3 Fantasies-Caprices pour flûte, op.14
- 6 Duos pour 2 flûtes, op.16
- 6 Solos pour flûte, op.17
- Sonate pour flûte, op.18
- 12 Études pour flûte, op.25
- 12 Thèmes variés première et seconde série (éd. Hambourg chez Auguste Cranz c.1818 ; 2e vers 1822)[3].

1. Romanze aus Joseph von Mehul [1807] : Ich war Jüngling noch von Jahren
2. Der Minnesänger von Weber [1811] : Ueber die Berge mit Ungestüm
3. Romanze aus « Johann von Paris » [de Boieldieu (1812)] : Der Troubadour! stolz auf der Liebe Bande!
4. Lied an die Rose : Die Rose blüht! Ich gleich der Biene (texte extrait de Ponce de Leon de Clemens Brentano 1801)
5. Spanisches Lied von L. Reichart : Nach Sevilla, nach Sevilla!
6. Wiegenlied, von Weber [1810] : Schla! Herzens-Söhnchen (texte de Franz Carl Hiemer)
7. Cavatina aus Tancred, v. Rossini [extrait de Tancrède (1813)] : Nach so viel Leiden.
8. Lied : Der Sanger. Schöne Mädchen lust’ge Knaben (texte d'Anton Seyfried, 1808)
9. Treuer Tod, von Th. Korner : Der Krieger muss zum blut’gen Kampf (texte de Theodor Körner)
10. Rauberlied, aus der Rauberburg [de Kuhlau (1814)] : Willkommen warmer Purpurtrank (texte d'Adam Gottlob Oehlenschläger)
11. Polonoise vom Grafen Oginsky.
12. Romanze aus der Rauberburg [de Kuhlau (acte III)] : Ich sterbe gern, doch ohne Muth.